# Tholera undulata
Tholera undulata là một loài bướm đêm trong họ Noctuidae.